# Strumigenys rukha
Strumigenys rukha är en myrart som beskrevs av Bolton 1983. Strumigenys rukha ingår i släktet Strumigenys och familjen myror. Inga underarter finns listade i Catalogue of Life.

## Bildgalleri

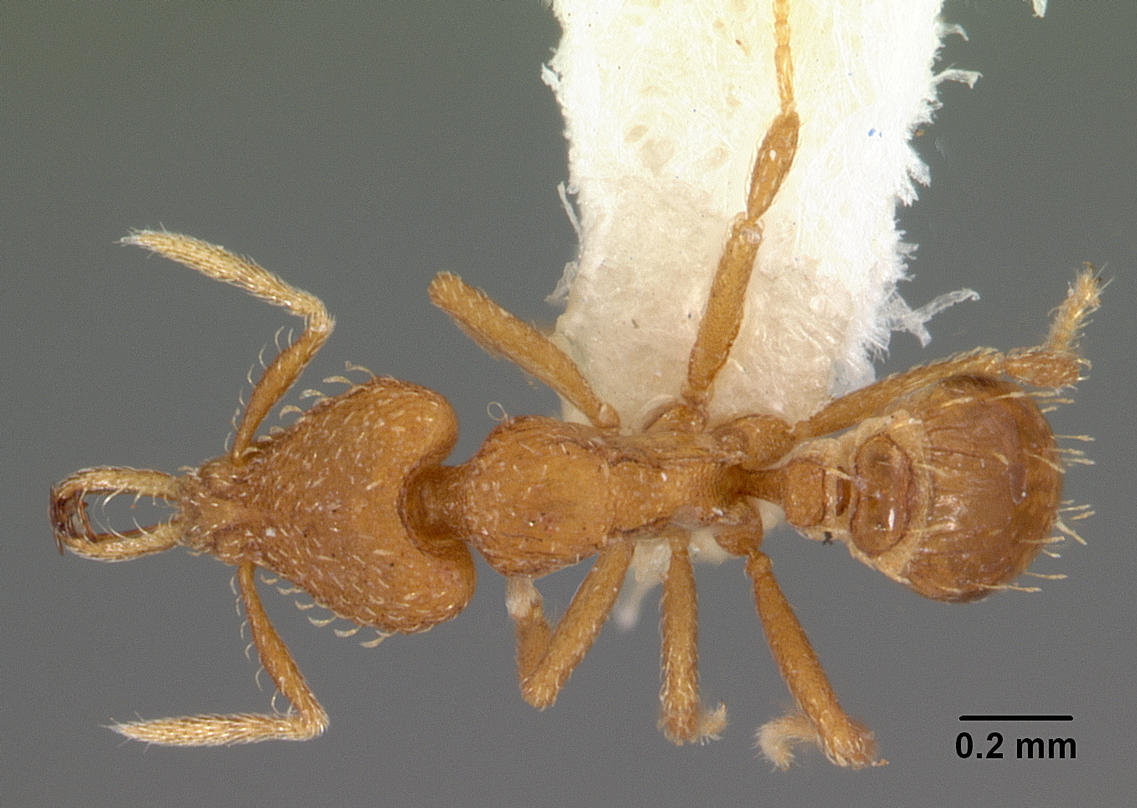
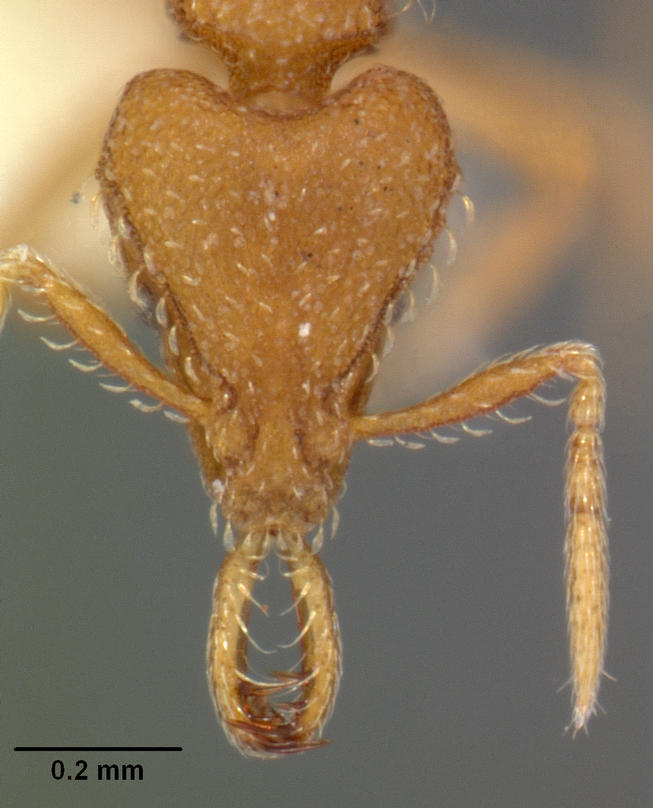
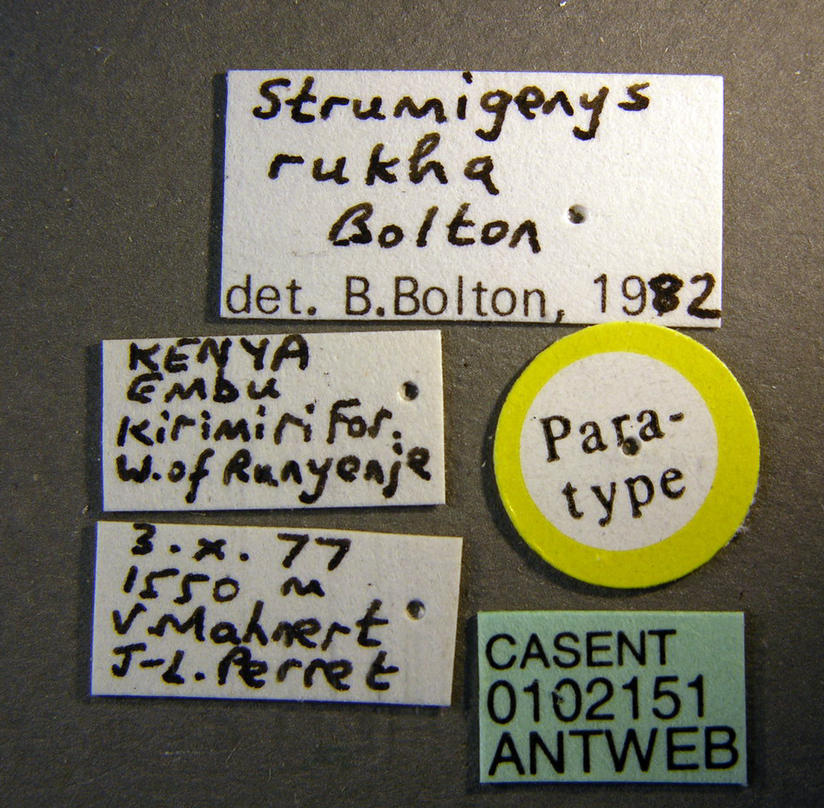
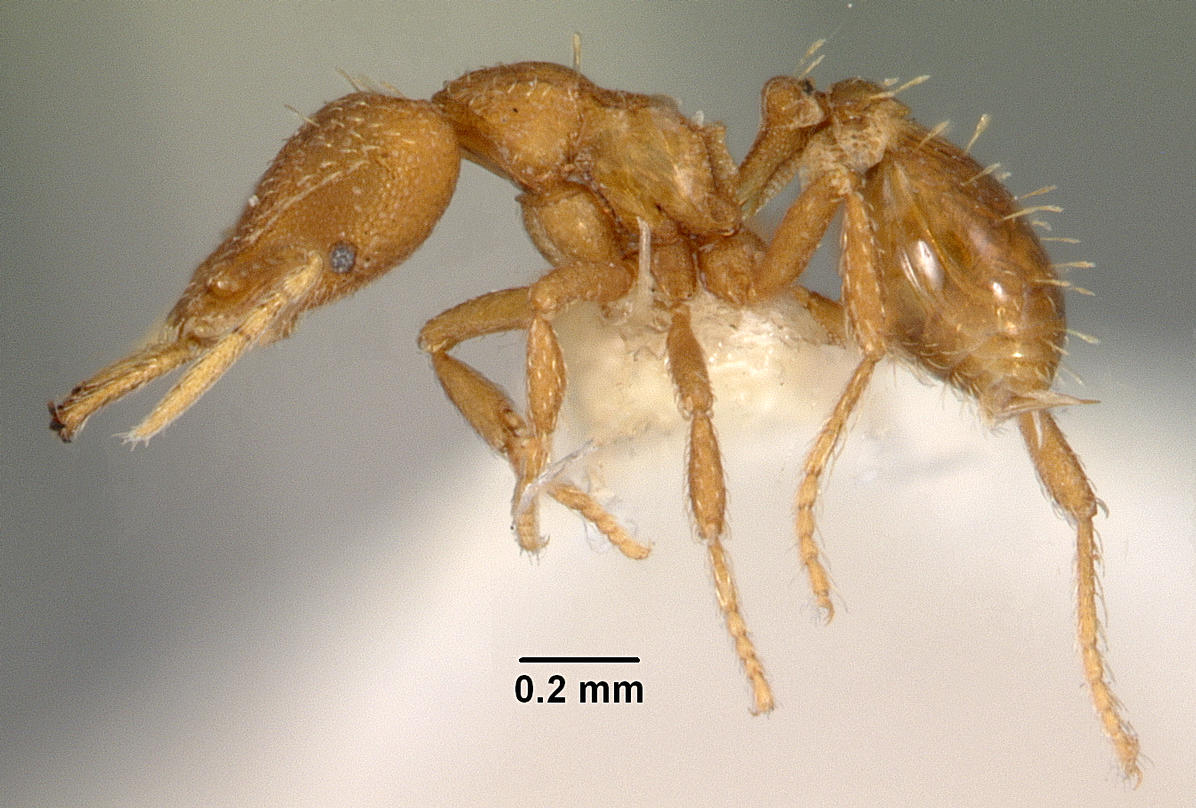
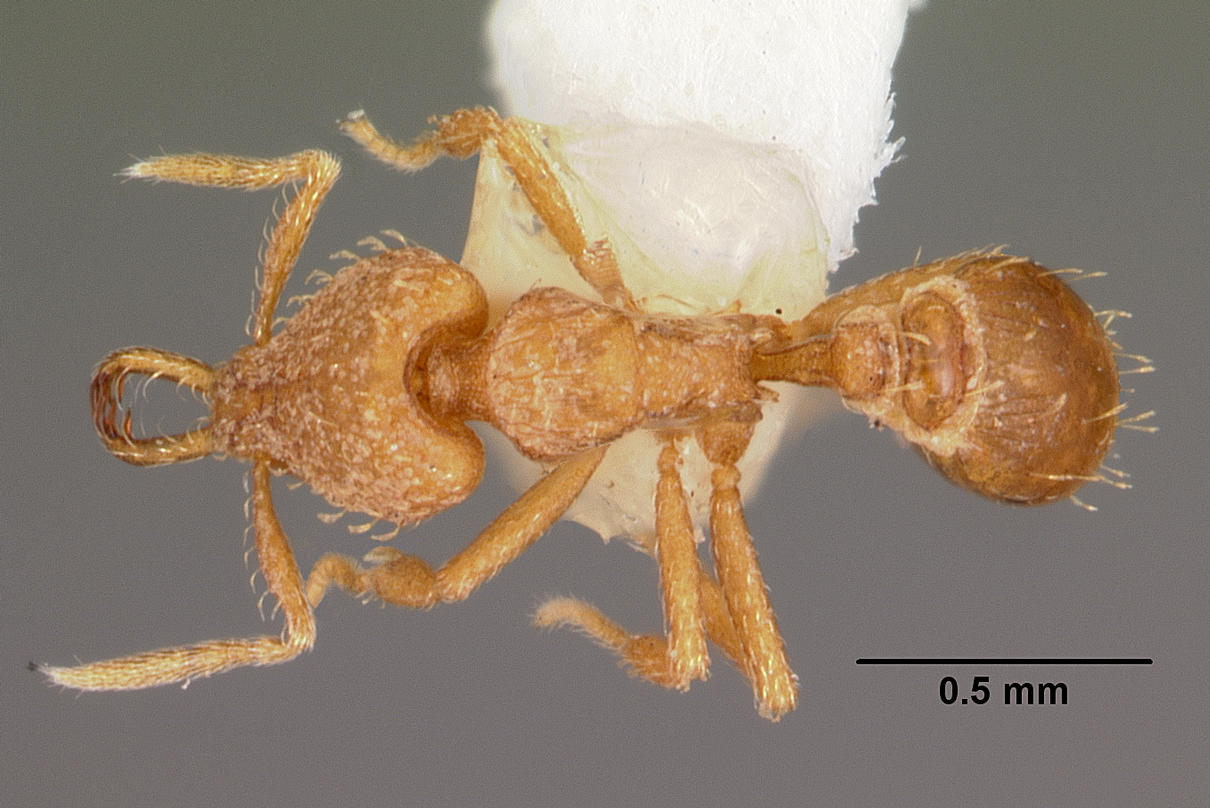
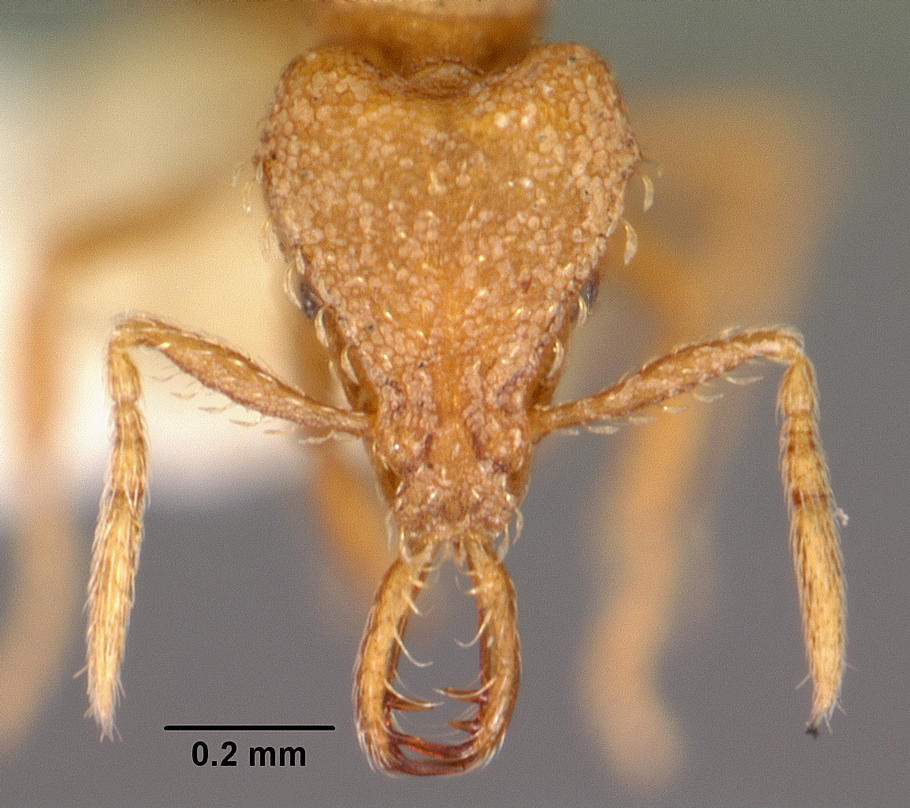